# Tan Jajnec
Tan Jajnec är en ort i Mexiko.   Den ligger i kommunen San Antonio och delstaten San Luis Potosí, i den centrala delen av landet, 250 km norr om huvudstaden Mexico City. Tan Jajnec ligger 273 meter över havet och antalet invånare är 564.
Terrängen runt Tan Jajnec är huvudsakligen kuperad, men den allra närmaste omgivningen är platt. Runt Tan Jajnec är det ganska tätbefolkat, med 124 invånare per kvadratkilometer. Närmaste större samhälle är Tancanhuitz de Santos, 8,6 km sydväst om Tan Jajnec. I omgivningarna runt Tan Jajnec växer huvudsakligen savannskog.